# Rennera
Rennera là một chi thực vật có hoa trong họ Cúc (Asteraceae).

## Loài
Chi Rennera gồm các loài: